# 흰목둥근귀박쥐
흰목둥근귀박쥐(Lophostoma silvicolum)는 주걱박쥐과(신세계잎코박쥐류)에 속하는 박쥐의 일종이다. 온두라스부터 볼리비아, 파라과이 그리고 브라질까지의 남아메리카와 중앙아메리카에서 발견된다. 흰개미 Nasutitermes corniger의 둥지 안에서 매달려 생활한다.